# Stefanie Weber
Stefanie Weber ist eine deutsche Ärztin, Wissenschaftlerin und Hochschullehrerin. Sie leitet die Klinik für Kindernephrologie und Transplantationsnephrologie am Universitätsklinikum Gießen und Marburg und gehört dem Vorstand der Gesellschaft für Pädiatrische Nephrologie an.

## Leben
Weber studierte Humanmedizin in Marburg und in Hamburg. Weitere Stationen ihrer wissenschaftlichen und medizinischen Ausbildung waren die Universitätskliniken in Paris und Heidelberg. Ab 2008 war sie an der Klinik für Nephrologie, Gastroenterologie und Stoffwechselerkrankungen des Universitätsklinikums Essen tätig. Im Jahr 2012 baute Weber mit Unterstützung der Gesellschaft für Pädiatrische Nephrologie ein deutschlandweites Register für HNF-1B-assoziierte Nierenerkrankungen auf.
Im April 2016 wurde sie an die Kinderklinik der Philipps-Universität Marburg berufen, um am dortigen Zentrum für Jugendmedizin die Bereiche Pädiatrische Nephrologie, Transplantationsnephrologie und Allgemeine Pädiatrie zu leiten.
Weber engagiert sich ehrenamtlich in der Gesellschaft für Pädiatrische Nephrologie, deren Vorstand sie angehört. Mit der Arbeitsgruppe CAKUT der European Society für Pediatric Nephrology arbeitet sie auf europäischer Ebene an einem Register für Fälle angeborener Nierenerkrankungen. Zudem leitet Weber das HNF1B-Register (hepatocyte nuclear factor) innerhalb des durch das Bundesministerium für Bildung und Forschung geförderten NEOCYST-Netzwerks, das ein klinisches Register bestimmter Nierenerkrankungen erstellt.
Für ihre wissenschaftlichen Leistungen im Themenfeld der Nephrologie und für ihr Engagement beim Aufbau eines europäischen Zentralregisters für angeborene Nierenerkrankungen (European CAKUT Registry) wurde Weber im September 2014 durch die Europäische Gesellschaft für Pädiatrische Nephrologie (ESPN) ausgezeichnet. Der Preis war mit 15.000 € dotiert.